# Richard Linklater
Richard Linklater (Houston, Texas, 30 de juliol de 1960) és un guionista i director de cinema estatunidenc. Un dels primers i més representatius representants del renaixement del cinema independent americà de la dècada dels noranta. Conegut en els seus inicis pel drama romàntic Dazed and Confused (1993), per Abans de l'alba (Before Sunrise) (1995) i les seves seqüeles Abans de la posta (Before Sunset) (2004) i Abans del capvespre (Before Midnight) (2013). El seu film Boyhood (2014) rodat de manera intermitent al llarg de dotze anys amb el mateix repartiment d'actors ha estat reconegut amb l'Os de plata al Millor director a la Berlinale 2014

## Biografia
Richard Linklater va néixer a Houston (Texas). Va cursar estudis de Literatura a la Sam Houston State University que va deixar per treballar en una plataforma petroliera al golf de Mèxic. Posteriorment, es va traslladar a la capital de l'estat, Austin on va començar a rodar pel·lícules en súper 8 (format de pel·lícula), entre les quals destaca el seu primer film It's Impossible to Learn to Plow by Reading Books (1988). Un any més tard produirà i dirigirà Slacker, inicialment rodat en 16 mm que mostra els problemes de la joventut marginal d'Austin (Texas) i que s'estrenà el 1991 en la seva versió modificada de 35 mm. Dazed and Confused (1993) és una crònica de l'últim dia d'institut a l'estiu del 1976, on entre el repartiment hi ha actors com Matthew McConaughey, Ben Affleck o Milla Jovovich en els seus primers papers. En el drama romàntic Abans de l'alba (Before Sunrise) (1995) Linklater explora una relació des de la perspectiva de dues persones anònimes obertes a descobrir. Céline (Julie Delpy), jove estudiant francesa que viatja de Budapest a París coneix en Jesse (Ethan Hawke), un jove periodista nord-americà. Entre ells sorgeix una química especial, punt de partida d'una intensa relació.

## Filmografia
| Any  | Títol                                             | Director | Guionista | Productor | Actor | Notes |
| ---- | ------------------------------------------------- | -------- | --------- | --------- | ----- | --- |
| 1988 | It's Impossible to Learn to Plow by Reading Books | x        | x         | x         | x     | |
| 1991 | Slacker                                           | x        | x         | x         | x     | |
| 1993 | Dazed and Confused                                | x        | x         | x         |       | |
| 1995 | Abans de l'alba (Before Sunrise)                  | x        | x         |           |       | Os de Plata al millor director Nominació − Os d'Or |
| 1996 | Suburbia                                          | x        |           |           |       | |
| 1998 | The Newton Boys                                   | x        | x         |           |       | |
| 2001 | Waking Life                                       | x        | x         |           | x     | Nominació − Lleó d'Or |
| 2001 | Spy Kids                                          | x        |           |           |       | |
| 2003 | School of Rock                                    | x        |           |           |       | |
| 2004 | Abans de la posta (Before Sunset)                 | x        | x         | x         |       | Nominació − Oscar al millor guió adaptat Nominació − Os d'Or |
| 2005 | Bad News Bears                                    | x        |           | x         |       | |
| 2006 | Fast Food Nation                                  | x        | x         |           |       | Nominació − Palma d'Or |
| 2006 | A Scanner Darkly                                  | x        | x         |           |       | |
| 2008 | Me and Orson Welles                               | x        |           | x         |       | |
| 2011 | Bernie                                            | x        | x         | x         |       | |
| 2012 | Up to Speed (Sèrie TV)                            | x        | x         | x         |       | |
| 2013 | Abans del capvespre (Before Midnight)             | x        | x         | x         |       | Nominació − Oscar al millor guió adaptat |
| 2014 | Boyhood                                           | x        | x         | x         |       | Oscar a millor actriu secundària Globus d'Or al millor director BAFTA a la millor pel·lícula BAFTA al millor director Os de Plata al millor director Spirit Awards al millor director Spirit Awards a la millor actriu de repartiment Nominació − Oscar a la millor pel·lícula Nominació − Oscar al millor director Nominació − Oscar al millor guió original Nominació − Globus d'Or al millor guió Nominació − BAFTA al millor guió original Nominació − Os d'Or |
| 2016 | Everybody Wants Some!!                            | x        | x         | x         |       | |
| 2017 | L'última bandera                                  | x        | x         |           |       | |
| 2019 | On ets, Bernadette?                               | x        | x         |           |       | |
| 2022 | Apollo 10+1⁄2: A Space Age Childhood              | x        | x         | x         |       | |
| 2023 | Hit Man                                           | x        | x         | x         |       | Festival de Venècia. Secció Oficial (fora de concurs) |